# گدئون ریشتر

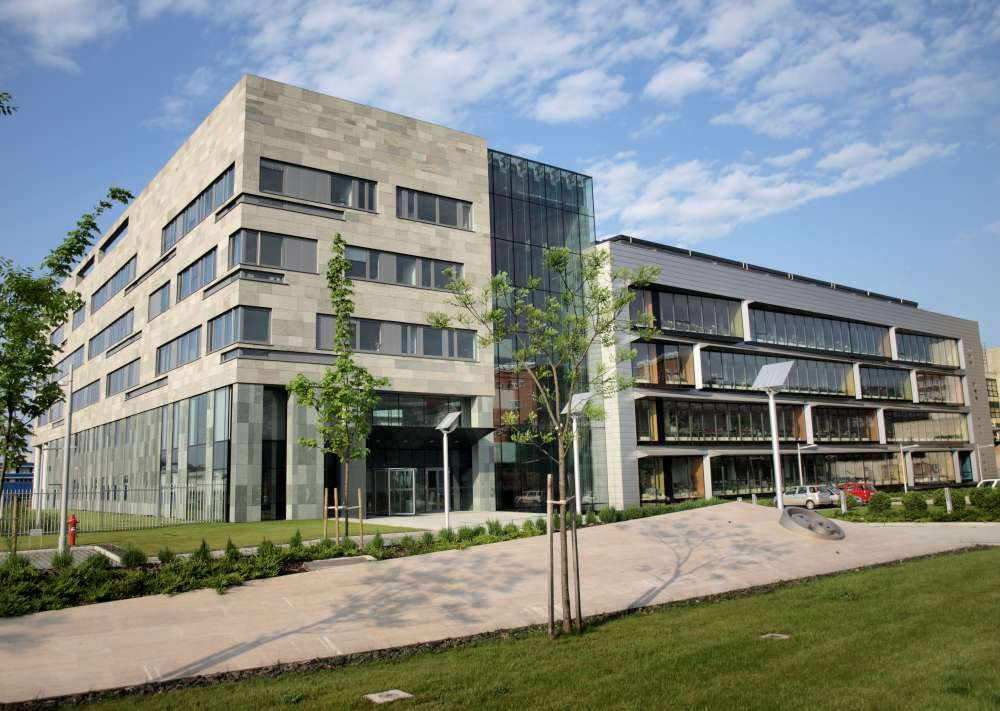
ساختمان مرکزی شرکت گدئون ریشتر در بوداپست

گدئون ریشتر (به مجاری: Gedeon Richter) بزرگترین شرکت داروسازی مجارستانی است. این شرکت در سال ۱۹۰۱ توسط داروساز مجاری؛ گدئون ریشتر تأسیس شد. دفتر مرکزی شرکت گدئون در شهر بوداپست، مجارستان مستقر می‌باشد.